# Nora Götz
Nora Götz (* 12. August 1989 in Berlin) ist eine deutsche Volleyballspielerin.

## Karriere
Götz begann ihre sportliche Karriere beim Berlin Brandenburger Sportclub. Von dort wechselte die Schwester des Beachvolleyballers Tom Götz zur Nachwuchsmannschaft VC Olympia Rhein-Neckar. Die Mittelblockerin wurde am Helmholtz-Gymnasium in Heidelberg ausgebildet und erreichte mit der Junioren-Nationalmannschaft den fünften Platz bei der Europameisterschaft. Von 2007 bis 2012 spielte sie bei den Envacom Volleys Sinsheim, mit dem sie 2009 den Aufstieg in die Bundesliga schaffte. Nach dem Sinsheimer Abstieg in die zweite Bundesliga und der Insolvenzanmeldung spielte Götz 2012/13 in der Schweiz beim VC Kanti Schaffhausen und wurde hier Schweizer Vizemeister.